# Tibellus propositus
Tibellus propositus är en spindelart som beskrevs av Roewer 1951. Tibellus propositus ingår i släktet Tibellus och familjen snabblöparspindlar. Inga underarter finns listade i Catalogue of Life.